# Constance Quéniaux
Constance Adolphine Quéniaux (née le 9 juillet 1832 à Saint-Quentin et morte le 7 avril 1908 à Paris 8e) est une danseuse de l'opéra de Paris et une courtisane française, qui fut l'un des modèles de Gustave Courbet. Elle a également été une philanthrope de la ville de Cabourg. 

## Biographie
Constance Quéniaux est la fille de Marie Catherine Quéniaux. Elle est née à Saint-Quentin le 9 juillet 1832. Sa mère l'élève seule et elle grandit dans la précarité. Elle entre à l'opéra de Paris en 1847, obtenant de petits rôles. Elle est acclamée dans un rôle avec  Claudina Cucchi. Pour mieux gagner sa vie, comme beaucoup de danseuses le faisaient à l'époque, elle devient courtisane.
C'est dans ce monde de la prostitution de luxe qu'elle rencontre Khalil-Bey, diplomate ottoman, célèbre collectionneur de tableaux et très gros joueur qui peut dépenser un million en une seule soirée. Elle lui sert de porte-bonheur et obtient une partie des gains amassés. Quéniaux pose pour de nombreux artistes comme Nadar, Eugène Disdéri ou Jules-Émile Saintin (Portrait de Mademoiselle Constance Quéniaux, de l'Académie Impériale de Musique, 1867, localisation inconnue).
Elle aurait été bisexuelle.

## L'Origine du monde
La commande de L'Origine du monde est attribuée à Khalil-Bey. Présenté par Sainte-Beuve à Gustave Courbet, il commande une toile à ce dernier pour sa collection personnelle de tableaux érotiques qui compte entre autres Le Bain turc de Jean-Auguste-Dominique Ingres (1862, Paris, musée du Louvre). Courbet lui vend simultanément, en 1866, Le Sommeil et L'Origine du monde. En septembre 2018, l'écrivain Claude Schopp annonce avoir découvert que le modèle du tableau est Constance Quéniaux. Selon lui, c'est ce qu'affirme Alexandre Dumas fils dans une lettre adressée à George Sand, quand il écrit : « On ne peint pas de son pinceau le plus délicat et le plus sonore l’intérieur de Mlle Queniault de l’Opéra ». Cette hypothèse est largement contestée par les preuves avancées par Johan de La Monneraye : dans sa publication sur internet "La Face cachée de L'Origine du monde", il affirme que Courbet n'a jamais rencontré Constance Quéniaux, qu'elle n'a donc pas posé pour l'artiste et qu'Alexandre Dumas ne connaissait même pas l'existence de L'Origine du monde. 

## Philanthrope
Elle fréquente finalement la société artistique et est amie de Daniel-François-Esprit Auber. Elle s'installe dans une villa à Cabourg et devient philanthrope, en particulier au profit de l'Orphelinat des Arts, une institution pour les orphelins et enfants abandonnés d'artistes. Elle meurt à Paris le 7 avril 1908. Elle possédait Fleurs dans un vase, tableau de Courbet, daté de 1863, représentant un bouquet de fleurs dont des camélias, fleurs associées aux courtisanes, depuis la publication du livre d'Alexandre Dumas fils La Dame aux Camélias.

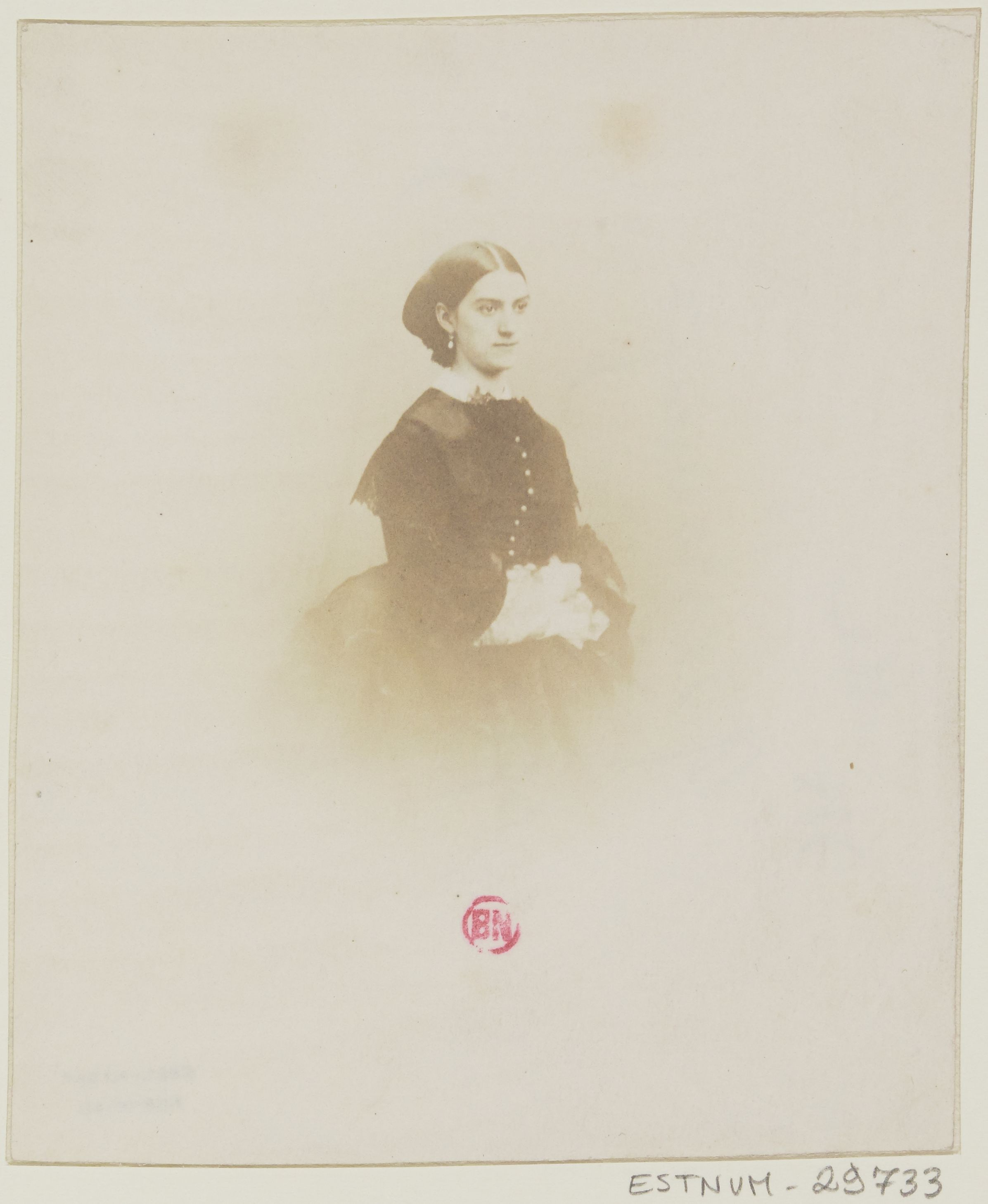
Nadar, Constance Quéniaux (vers 1855), Paris, BnF.
Gustave Courbet, Fleurs dans un vase (1863), Saint-Pétersbourg, musée de l'Ermitage. Ancienne collection Constance Quéniaux.
Gustave Courbet, L'Origine du monde (1866), Paris, musée d'Orsay.

## Émissions de radio
- Constance, la femme sans tête, 19 octobre 2019, France Culture[11]
- Le modèle de l'Origine du Monde, émission Autant en emporte l'Histoire, 11 avril 2021, France Inter[12]